# 陈蕃 (吴郡王)
陈蕃（?—?），字承广，南北朝人，陳後主的第十個兒子。

## 生平
祯明二年（588年）十月初三己亥日，立为吴郡王。禎明三年（589年），隋灭南陈。和其他宗室一起被遷移長安，隋朝大業年間，陈蕃擔任涪城县县令，入唐後官至忠州刺史。

## 家庭

### 夫人
- 陇西李氏，隋朝归政公的女儿

### 子孙
- 陈寿义
- 陈法真，某州司，陈法真的女儿嫁给周罗睺孙万州武宁县令周孝祖。